# Oxidercia thaumantis
Oxidercia thaumantis là một loài bướm đêm trong họ Noctuidae.